# LORAN

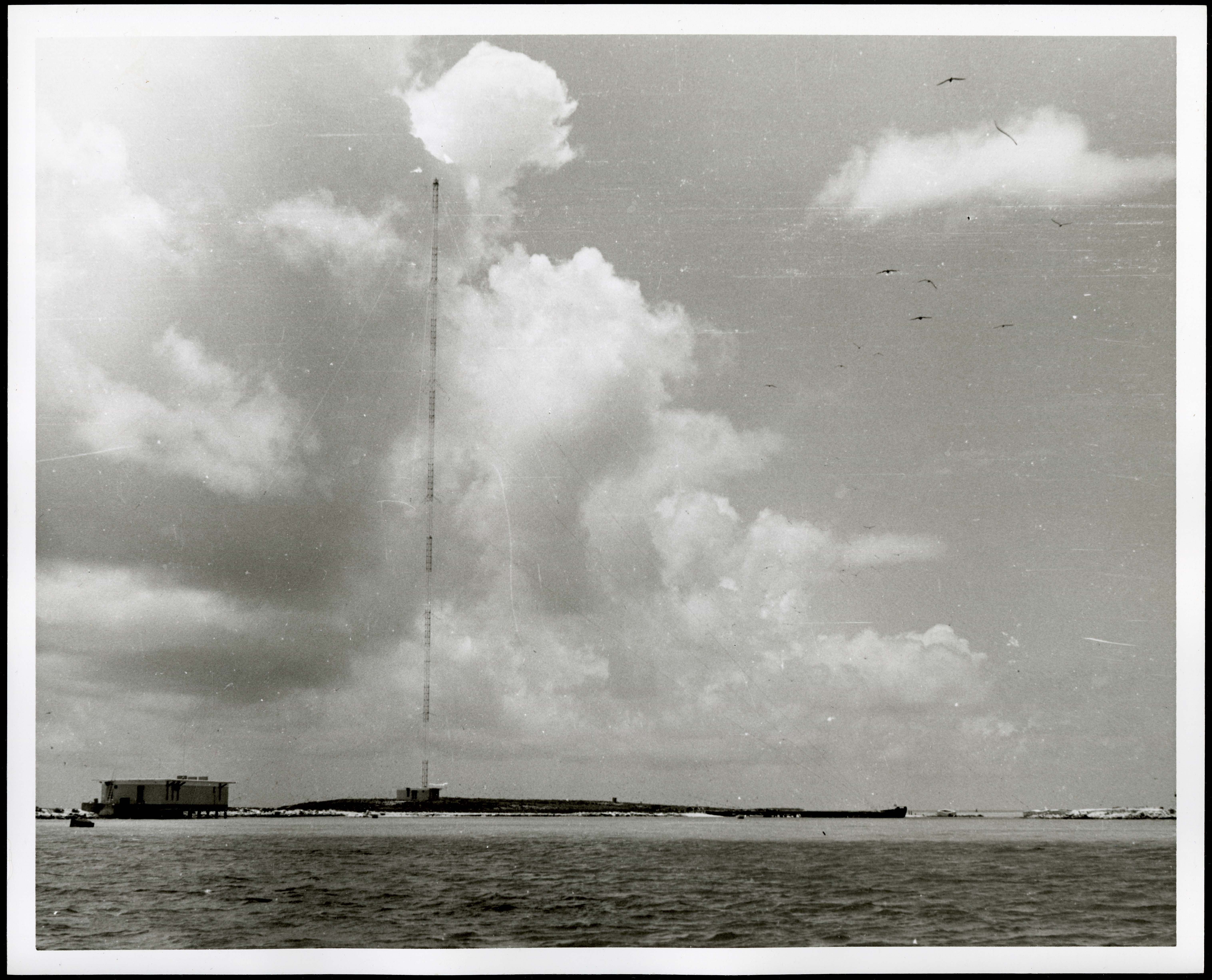
Der US LORAN-Sender auf dem Sand-Johnston Atoll im Pazifik 1963

LORAN (englisch Long Range Navigation) war ein Funknavigationssystem, das vorwiegend zur Navigation in der Seefahrt und in der Luftfahrt verwendet wurde. Das während des Zweiten Weltkrieges durch die USA entwickelte System war zwischen den 1950er und 1990er Jahren das in der internationalen Seeschifffahrt vorwiegend eingesetzte Navigationssystem. Durch die technischen Möglichkeiten der Satellitennavigation verlor es an Bedeutung und seine Senderinfrastruktur wurde ab den 1990er Jahren weltweit schrittweise stillgelegt.

## Technik

LORAN-C-Signal

LORAN-C basierte auf Sendestationen, die zu Ketten (chains) gruppiert wurden. Eine Kette bestand aus einem Hauptsender und zwei bis fünf Nebensendern, die einige hundert Kilometer entfernt standen. Die Stationen senden nach einem festen Schema Impulsgruppen. Aus der zeitlichen Differenz, mit der die Signale beim Empfänger eintreffen, kann er hyperbelförmige Standlinien und aus deren Schnitt seine Position errechnen. Daher handelt es sich um eine Hyperbelnavigation. Um eine eindeutige Identifizierung der Haupt- und Nebensender einer Kette zu erreichen, sendeten die einzelnen Sender in einer definierten Verzögerungszeit versetzt zueinander. Das Gruppenfolgeintervall (Group Repetition Interval, GRI) und die Nebensenderverzögerungszeiten (Emission Delay) waren so bemessen, dass auch bei weit entfernten Empfängerstandorten, also großen Signallaufzeiten, keine Überlappung stattfinden konnte. Das LORAN-C-Signal wurde auf einer Frequenz von 100 kHz ausgestrahlt. Einzelne Sender des Systems erreichten eine Reichweite von über 1000 km.
Empfindlichere Empfänger in den 1990er Jahren boten bei guter Empfangslage eine Wiederholgenauigkeit von bis zu zehn Metern. Geographische und atmosphärische Bedingungen bei der Signalausbreitung wurden in den sogenannten additional secondary factors, ASF zusammengefasst und mit ASF-Korrekturen versucht zu relativieren. Ohne diese Korrekturen lag die Genauigkeit des Systems bei einigen hundert Metern. Auch der Winkel des Empfängers zur Senderkette beeinflusste die Genauigkeit stark: außerhalb des Bereichs der Senderketten ließ die Genauigkeit sehr stark nach und die Abweichung konnte im Bereich einiger Kilometer liegen.

## Geschichte
Vorläufer des LORAN-C-Systems war ein von Alfred Lee Loomis 1940 initiiertes Projekt am Radiation Laboratory des Massachusetts Institute of Technology mit dem Projektnamen LORAN-A. Die Entwicklung von LORAN-A war während des Zweiten Weltkriegs durch die US Navy initiiert worden und als LORAN-B erweitert. Das System kam jedoch nicht über das Experimentierstadium hinaus und wurde nicht eingesetzt. Die nochmalige Fortentwicklung als LORAN-C erreichte eine weitaus höhere Genauigkeit als die Ursprungsvariante LORAN-A. Das System funktionierte weitgehend unabhängig von Wettereinflüssen und atmosphärischen Bedingungen und konnte daher zu jeder Tageszeit mit gleich bleibender Präzision genutzt werden. Das LORAN-C-System war 1957 einsatzbereit und wurde seit 1958 von der Küstenwache (US Coast Guard) betrieben. Das parallel betriebene LORAN-A wurde ab 1974 nicht weiter ausgebaut, da LORAN-C zum primären Navigationssystem für die Küstengewässer der USA und Alaska erklärt wurde.
Im Mai 2009 gaben die USA bekannt, ihr Loran-C-Netzwerk aus Kostengründen stillzulegen, da mittlerweile satellitengestützte Navigation Stand der Technik und flächendeckend verbreitet war. Die letzte US Coast Guard Station, Caribou in Maine, stellte zum 1. September 2010 ihren Dienst ein. Auch die Weiterentwicklung zum eLORAN-Dienst (enhancedLORAN) wurde nicht mehr durch die USA unterstützt. Bei dem System wurde die LORAN-Senderkette als Korrektursignal für das Satellitennavigationssystem GPS genutzt und zu einem Differential-GPS (DGPS) erweitert. Dabei wurde DGPS phasenmoduliert auf den LORAN-C Träger gesetzt.

### NELS
In Europa entstand nach der Aufgabe des Systems durch die USA das Northwest European LORAN-C System (NELS). Die Gastländer entschlossen sich, den Betrieb der US-Militärstationen weiter fortzuführen. Am 6. August 1992 unterzeichneten die vier europäischen Länder mit LORAN-C Sendern einen entsprechenden Vertrag (Frankreich (2 Sender), Deutschland (Rantum), Irland, die Niederlande und Norwegen (Bø und Jan Mayen)). In Norwegen wurden zudem die Stationen Værlandet und Berlevåg geschaffen. Geplant war, auch in Loophead in Irland eine neue Sendestation zu errichten. Die Stationen werden vom jeweiligen Land verwaltet und stehen unter ziviler Kontrolle. Am 31. Dezember 1994 wurden die Stationen, die von der US-Navy in Europa betrieben wurden, an das jeweilige Gastland abgegeben und meist durch dieses technisch erneuert. Durch das europäische NELS wird LORAN-C genutzt, um differenzielle Korrekturen zum GPS-Signal auszustrahlen (vgl. Differential-GPS). Diese Technik trägt die Bezeichnung Eurofix.

### Eurofix und eLORAN
Eurofix erweiterte LORAN-C um einen Datenkanal, über den GPS-Korrektursignale, Zeitsignale, und andere Daten übertragen wurden. Die Stationen Lessay, Sylt, Værlandet und Bø strahlten dieses Signal aus. Die Entwicklung von Eurofix wurde seit 1989 von der Delft University of Technology vorangetrieben. Zusammen mit den Korrekturdaten (DGNSS) wird die Genauigkeit bei 95 Prozent der Angaben besser als 5 Meter. Die Weiterentwicklung mündete in eLORAN (enhanced LORAN). Ähnlich wie bei GPS überträgt eLORAN seine eigenen Korrekturdaten, die sogenannten additional secondary factors (ASF). Sie beschreiben ein wetterabhängiges Geländemodell, welches das bodennahe Ausbreitungsverhalten der langwelligen Radiowellen korrigiert. eLORAN erreicht eine Genauigkeit von 10 m und besser. Es liegt in der Größenordnung von GPS, liefert aber keine Höhenauflösung. Dafür besitzt es die Vorteile von LORAN-C, beispielsweise die hohe Störsicherheit.
eLORAN wurde von der General Lighthouse Authorities of the United Kingdom and Ireland (GLA) aufgebaut, ebenso von den USA als komplementäres System zu GPS. Der Betrieb wurde am 31. Dezember 2015 eingestellt.
Ab 2005 baute Saudi-Arabien ein Saudi Positioning System (SPS) auf, das in seiner Funktionsweise ähnlich wie Eurofix LORAN-Signale zur Korrektur von GPS-Signalen nutzte. Mit der Einstellung des LORAN-C Betriebs fiel auch dieses System weg.

### Diskussion zu einer perspektivischen Nutzung
Einige Nutzer stellten in den 2000er Jahren Überlegungen an, modifizierte LORAN-C Systeme komplementär zu GPS oder anderen Satellitennavigationssystemen als Backup-System zu nutzen. Als Vorteil wurde dabei angesehen, dass das langwellige LORAN-C-Signal ohne Sichtverbindung zum Sender empfangbar ist und damit in Gebieten mit schwacher Satellitenabdeckung Vorteile bietet. In der Praxis erledigte sich dieser Faktor durch Multi-System-Satellitenempfänger, die Signale verschiedener Satellitennavigationssysteme empfangen und kombiniert auswerten. In den 2020er Jahren war weltweit keine LORAN-C Senderkette mehr in Betrieb. Das System ist nur noch von funkhistorischem und technikspezifischem Interesse.

## Sender

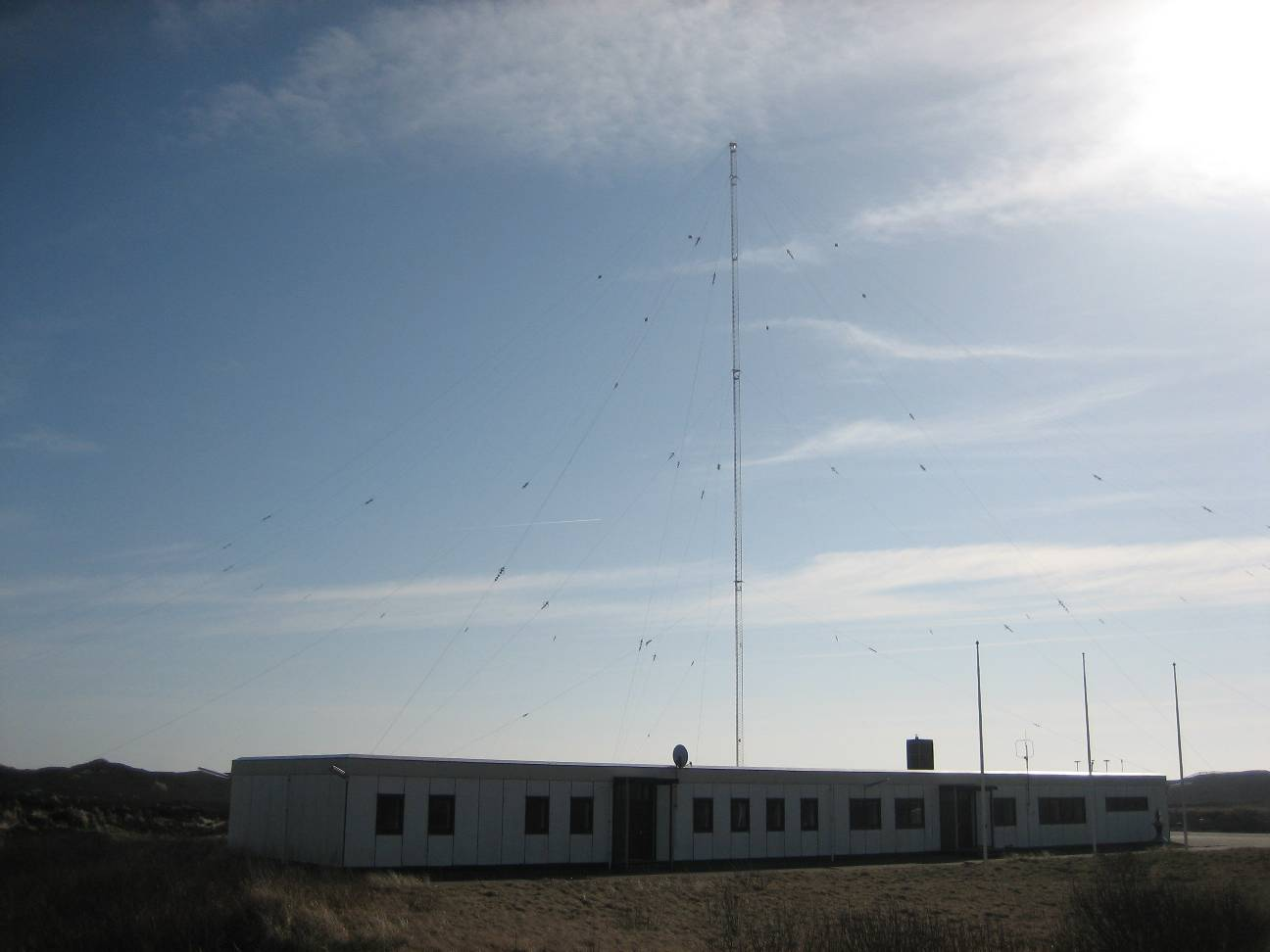
Die einzige LORAN-C Station auf deutschem Gebiet war der Sender Rantum auf Sylt. Er ist seit 31. Dezember 2015 außer Betrieb.

Die LORAN-Sender waren meist beeindruckende Bauwerke, da die Langwellensendertechnik mit sehr hohen Masten, meist selbststrahlenden Sendemasten, und hohen Leistungen arbeitete. Zudem standen die Stationen an geographisch und strategisch wichtigen, infrastrukturell jedoch meist abgeschiedenen Orten.
LORAN-C-Sender besaßen Sendeleistungen von bis zu 4 MW. Als Sendeantennen wurden meistens gegen Erde isolierte selbststrahlende Sendemasten mit einer Dachkapazität von etwa 190 Meter bis 220 Meter Höhe verwendet, doch wurden für einige sehr leistungsfähige Stationen auch Sendemasten von über 400 m Höhe errichtet.
Senderketten wurden flächendeckend in den USA, jedoch auch weltweit in der nördlichen Hemisphäre betrieben. LORAN-C war nutzbar im Nordpazifik (einschließlich Beringmeer), Nordatlantik, Mittelmeer, in der Nord- und Ostsee, im Roten Meer und im Persischen Golf. Subsahara-Afrika und Südamerika verfügten über keine einzige LORAN-C Senderkette.
In der Sowjetunion wurde ein äquivalentes System mit dem Namen CHAYKA entwickelt, welches allerdings hauptsächlich im Binnenland aufgebaut war.
Die einzige LORAN-C Sendestelle in Deutschland war der LORAN-C-Sender Rantum auf der Insel Sylt. Dessen Sendebetrieb wurde zum 31. Dezember 2015 eingestellt. Der japanische Sender Minami-Torishima der japanischen Küstenwache in der Kette Grid 9970 verfügte über eine Sendeleistung von zeitweise 4 MW. Als Sendeantenne verwendete er einen 213 m (bis 1985: 411,48 m) hohen, selbststrahlenden Sendemast. Ende 2009 wurde der Betrieb eingestellt und die Station abgebaut.
Der Sender Iwo Jima im Pazifik war eine Sendeeinrichtung der Kette Grid 9970 bei 24° 48′ 6″ N, 141° 19′ 30″ O. Der Sender verfügte ebenfalls zeitweise über eine Sendeleistung von 4 MW. Im September 1993 wurde die Anlage stillgelegt und der Antennenmast abgebaut.
Der Sender Cape Race war eine Sendeeinrichtung der Kette Grid 9930 bei Kap Race bei 46° 46′ 30″ N, 53° 10′ 30″ W. Der Sender verfügte über eine Sendeleistung von 1,8 MW. Als Sendeantenne verwendete er einen 411,48 m hohen, selbststrahlenden Sendemast. Am 2. Februar 1993 stürzte dieser Sendemast ein. Er wurde durch einen 260,3 m hohen, selbststrahlenden Sendemast ersetzt. Auch er wurde später stillgelegt.

### Liste der ehemaligen LORAN-C-Senderketten

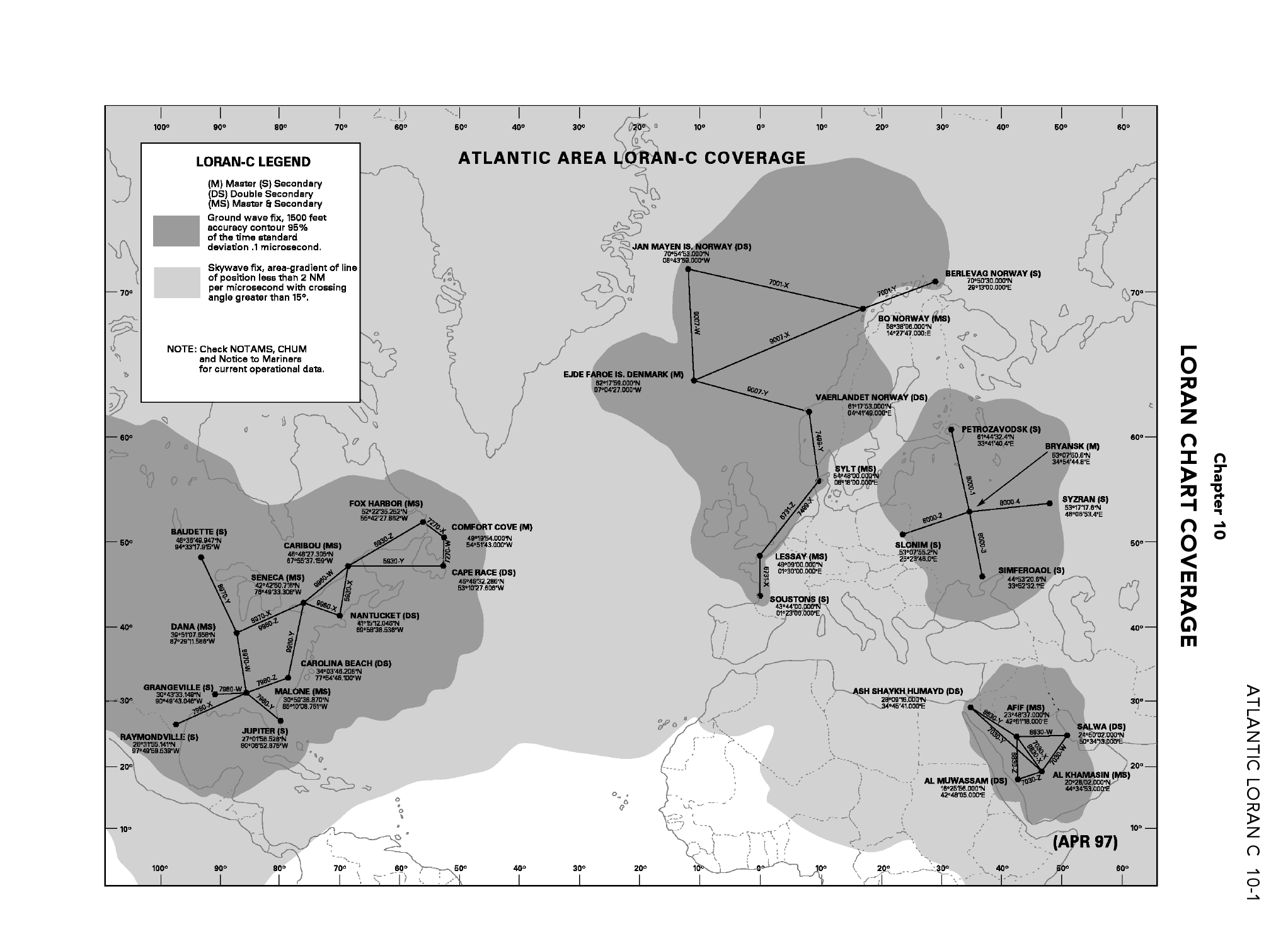
LORAN-C-Kette im Nordatlantik 2006

Die Sender sind sämtlich außer Betrieb, bis auf die in den Bemerkungen anders vermerkten.
| GRI  | Kette                   | System | Bemerkung                                  |
| ---- | ----------------------- | ------ | ------------------------------------------ |
| 4970 | Nordwestliches Russland | CHAYKA |                                            |
| 4990 | Zentral-Pazifik         | LORAN  |                                            |
| 5543 | Calcutta                | LORAN  | noch in Betrieb                            |
| 5930 | Kanada Ostküste         | LORAN  |                                            |
| 5960 | Nördliches Russland     | CHAYKA |                                            |
| 5980 | Russland-Amerika        | CHAYKA |                                            |
| 5990 | Kanada Westküste        | LORAN  |                                            |
| 6042 | Bombay                  | LORAN  |                                            |
| 6731 | Lessay (Westeuropa)     | LORAN  |                                            |
| 6780 | Südchinesisches Meer    | LORAN  |                                            |
| 6930 | China                   | LORAN  |                                            |
| 7001 | Bø (Nordeuropa)         | LORAN  | noch in Betrieb                            |
| 7030 | Saudi-Arabien Süd       | LORAN  |                                            |
| 7170 | Saudi-Arabien Süd       | LORAN  |                                            |
| 7270 | Neufundland Ostküste    | LORAN  |                                            |
| 7430 | China Gelbes Meer       | LORAN  |                                            |
| 7499 | Sylt (Nord-/Ostsee)     | LORAN  | seit 2005 außer Betrieb                    |
| 7930 | Labradorsee             | LORAN  |                                            |
| 7950 | Östliches Russland      | CHAYKA |                                            |
| 7960 | Golf von Alaska         | LORAN  |                                            |
| 7970 | Norwegische See         | LORAN  |                                            |
| 7980 | Südost-USA              | LORAN  |                                            |
| 7990 | Mittelmeer              | LORAN  |                                            |
| 8000 | Westliches Russland     | CHAYKA |                                            |
| 8290 | Nord-/Zentral-USA       | LORAN  |                                            |
| 8390 | Ostchinesisches Meer    | LORAN  |                                            |
| 8830 | Saudi-Arabien Nord      | LORAN  |                                            |
| 8930 | Nordwest-Pazifik        | LORAN  |                                            |
| 8970 | Große Seen              | LORAN  |                                            |
| 8990 | Saudi-Arabien Süd       | LORAN  |                                            |
| 9007 | Ejde                    | LORAN  |                                            |
| 9610 | Süd-/Zentral-USA        | LORAN  |                                            |
| 9930 | Ostasien                | LORAN  |                                            |
| 9940 | Westküste USA           | LORAN  |                                            |
| 9960 | Nordost-USA             | LORAN  |                                            |
| 9970 | Nordwest-Pazifik        | LORAN  |                                            |
| 9980 | Island                  | LORAN  | seit Anfang der 2000er Jahre außer Betrieb |
| 9990 | Nord-Pazifik            | LORAN  |                                            |

### Liste der ehemaligen LORAN-C-Sendestationen

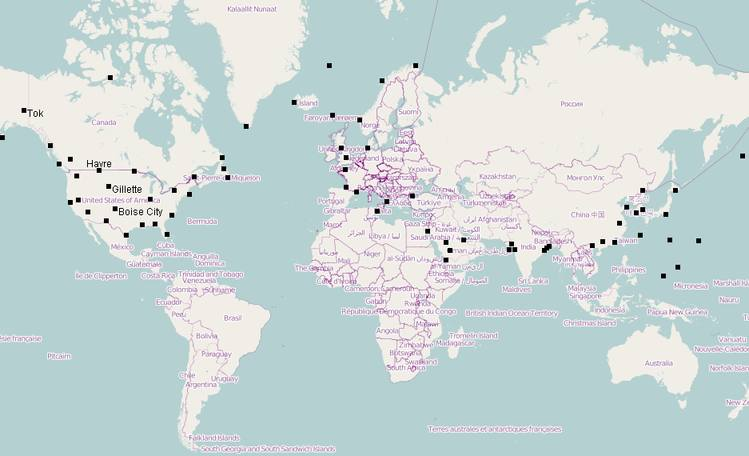
Karte der LORAN-Stationen

| Station                        | Land          | Kette                                                               | Bemerkungen |
| ------------------------------ | ------------- | ------------------------------------------------------------------- | --- |
| Afif                           | Saudi-Arabien | Saudi Arabia South (GRI 7030) / Saudi Arabia North (GRI 8830)       | |
| Al Khamasin                    | Saudi-Arabien | Saudi Arabia South (GRI 7030) / Saudi Arabia North (GRI 8830)       | |
| Al Muwassam                    | Saudi-Arabien | Saudi Arabia South (GRI 7030) / Saudi Arabia North (GRI 8830)       | |
| Angisoq                        | Grönland      | am 31. Dezember 1994 stillgelegt                                    | verwendete bis zum 27. Juli 1964 einen 450 Yard (410 m) hohen Antennenturm                                                                           |
| Anthorn                        | UK            | Lessay (GRI 6731)                                                   | Ersatz für Sender Rugby, Verwendung auch für MSF (Zeitzeichensender) und GBZ                                                                         |
| Ash Shayk                      | Saudi-Arabien | Saudi Arabia South (GRI 7030) / Saudi Arabia North (GRI 8830)       | |
| Attu                           | Alaska        | North Pacific (GRI 9990) / Russian-American (GRI 5980)              | |
| Balasore                       | Indien        | Calcutta (GRI 5543)                                                 | |
| Barrigada                      | Guam          | stillgelegt                                                         | |
| Baudette, Minnesota            | USA           | North Central USA (GRI 8290) / Great Lakes (GRI 8970)               | |
| Berlevåg                       | Norwegen      | Bø (GRI 7001)                                                       | |
| Billamora                      | Indien        | Bombay (GRI 6042)                                                   | |
| Boise City, Oklahoma           | USA           | Great Lakes (GRI 8970) / South Central USA (GRI 9610)               | |
| Cambridge Bay                  | Kanada        | Italien                                                             | freistehender Stahlfachwerkturm, heute als NDB genutzt                                                                                               |
| Cape Race                      | Kanada        | Canadian East Coast (GRI 5930) / Newfoundland East Coast (GRI 7270) | verwendete bis zum 2. Februar 1993 einen 450 Yard hohen Antennenturm                                                                                 |
| Carolina Beach, North Carolina | USA           | Northeast US (GRI 9960) / Southeast USA (GRI 7980)                  | |
| Chongzuo                       | China         | China South Sea (GRI 6780)                                          | |
| Comfort Cove                   | Kanada        | Newfoundland East Coast (GRI 7270)                                  | |
| Dhrangadhra                    | Indien        | Bombay (GRI 6042)                                                   | |
| Diamond Harbor                 | Indien        | Calcutta (GRI 5543)                                                 | |
| Ejde                           | Färöer        | Ejde (GRI 9007)                                                     | |
| Estartit                       | Spanien       | Mediterranean Sea (GRI 7990); außer Betrieb                         | |
| Fallon, Montana                | USA           | USA West Coast (GRI 9940)                                           | |
| Fox Harbour                    | Kanada        | Newfoundland East Coast (GRI 7270) / Canadian East Coast (GRI 5930) | |
| George                         | Kanada        | Canadian West Coast (GRI 5990) / USA West Coast (GRI 9940)          | |
| Gesashi                        | Japan         | East Asia (GRI 9930) / North West Pacific (GRI 8930)                | |
| Gillette, Wyoming              | USA           | South Central USA (GRI 9610) / North Central USA (GRI 8290)         | |
| Grangeville, Idaho             | USA           | South Central USA (GRI 9610) / Southeast USA (GRI 7980)             | |
| Havre                          | Kanada        | North Central USA (GRI 8290)                                        | |
| Hellissandur                   | Island        | am 31. Dezember 1994 stillgelegt                                    | 450 Yard hoher Antennenturm, heute zur Ausstrahlung eines Radioprogramms des isländischen Rundfunks (Ríkisútvarpið) auf der Frequenz 189 kHz genutzt |
| Helong                         | China         | China North Sea (GRI 7430)                                          | |
| Hexian                         | China         | China South Sea (GRI 6780)                                          | |
| Jan Mayen                      | Norwegen      | Bø (GRI 7001)                                                       | Der Sender liegt in Olonkinbyen |
| Johnston Island                | USA           | Italien                                                             | |
| Iwo Jima                       | Japan         | im September 1993 stillgelegt, abgebaut                             | verwendete einen 450 Yard hohen Antennenturm |
| Jupiter, Florida               | USA           | Southeast USA (GRI 7980)                                            | |
| Kargaburan                     | Türkei        | Mediterranean Sea (GRI 7990); außer Betrieb                         | |
| Kwang Ju                       | Südkorea      | East Asia (GRI 9930)                                                | |
| Lampedusa                      | Italien       | Mediterranean Sea (GRI 7990); außer Betrieb                         | |
| Las Cruces, New Mexico         | USA           | South Central USA (GRI 9610)                                        | |
| Lessay                         | Frankreich    | Lessay (GRI 6731) / Sylt (GRI 7499)                                 | |
| Malone, Florida                | USA           | Great Lakes (GRI 8970) / Southeast USA (GRI 7980)                   | |
| Minamitorishima                | Japan         | North West Pacific (GRI 8930)                                       | verwendete bis 1985 einen 450 Yard hohen Antennenturm                                                                                                |
| Nantucket                      | Kanada        | Canadian East Coast (GRI 5930) / Northeast USA (GRI 9960)           | |
| Narrow Cape                    | Alaska        | North Pacific (GRI 9990) / Gulf of Alaska (GRI 7960)                | |
| Niijima                        | Japan         | North West Pacific (GRI 8930) / East Asia (GRI 9930)                | |
| Patpur                         | Indien        | Calcutta (GRI 5543)                                                 | |
| Pohang                         | Südkorea      | North West Pacific (GRI 8930) / East Asia (GRI 9930)                | |
| Port Clarence                  | Alaska        | Gulf of Alaska (GRI 7960) / North Pacific (GRI 9990)                | verwendet einen 450 Yard hohen Antennenturm |
| Port Hardy                     | Kanada        | Canadian West Coast (GRI 5990)                                      | |
| Rantum                         | Deutschland   | Sylt (GRI 7499) / Lessay (GRI 6731)                                 | verwendet einen 193 Meter hohen Stahlgittermast, Einstellung des Betriebes am 31. Dezember 2015, 11:00 Uhr UTC                                       |
| Raymondville, Texas            | USA           | South Central USA (GRI 9610) / Southeast USA (GRI 7980)             | |
| Raoping                        | China         | China South Sea (GRI 6780) / China East Sea (GRI 8930)              | |
| Rongcheng                      | China         | China North Sea (GRI 7430) / China East Sea (GRI 8930)              | |
| Rugby                          | UK            | Lessay (GRI 6731); experimentell: seit Juli 2007 außer Betrieb      | |
| Saint Paul                     | Alaska        | North Pacific (GRI 9990)                                            | |
| Salwa                          | Saudi-Arabien | Saudi Arabia North (GRI 8830) / Saudi Arabia South (GRI 7030)       | |
| Searchlight, Nevada            | USA           | USA West Coast (GRI 9940) / South Central USA (GRI 9610)            | |
| Sellia Marina                  | Italien       | Mediterranean Sea (GRI 7990); außer Betrieb                         | |
| Seneca, New York               | USA           | Great Lakes (GRI 8970) / Northeast USA (GRI 9960)                   | |
| Shoal Cove                     | Alaska        | Canadian West Coast (GRI 5990) / Gulf of Alaska (GRI 7960)          | |
| Soustons                       | Frankreich    | Lessay (GRI 6731)                                                   | |
| Tok                            | Alaska        | Gulf of Alaska (GRI 7960)                                           | |
| Tokachibuto                    | Japan         | Eastern Russia Chayka (GRI 7950) / North West Pacific (GRI 8930)    | |
| Upolo Point, Hawaii            | USA           | Italien                                                             | |
| Værlandet                      | Norwegen      | Sylt (GRI 7499) / Ejde (GRI 9007)                                   | |
| Veraval                        | Indien        | Bombay (GRI 6042)                                                   | |
| Williams Lake                  | Kanada        | Canadian West Coast (GRI 5990)                                      | |
| Xuancheng                      | China         | China North Sea (GRI 7430) / China East Sea (GRI 8930)              | |
| Yap                            | Micronesia    | 1987 stillgelegt, abgebaut                                          | verwendete einen 1000 Fuß (300 m) hohen Antennenturm                                                                                                 |